# Maria Haydl
Maria Haydl (n. 23 septembrie 1910, Agârbiciu, județul Sibiu - d. 28 septembrie 1969, Sibiu) a fost o scriitoare de limbă germană din România care a scris și în dialectul săsesc.
Tatăl ei, Friedrich Emil Haydl, era preot, învățător, dar și un pictor talentat și un iubitor de teatru. Mama sa, Maria Regina, provenea dintr-o familie de țărani.
Maria Haydl a urmat cursurile gimnaziale la Sibiu, după care a studiat matematica la Cluj, fără a-și lua diploma de absolvire. Aici l-a cunoscut pe negustorul, păpușarul și scriitorul Walter Hatzack, cu care s-a căsătorit, și împreună au avut, din 1933, un magazin la Sibiu, unde vindeau articole de sport, jucării și cărți.
Din căsătorie au rezultat 4 copii, dar în 1949, cei doi au divorțat.
În tinerețe a fost și membră a mișcării Wandervogel.
După divorț, Maria Haydl și-a definitivat studiile de matematică, a devenit profesoară de matematică și a predat la școlile generale din Sibiu și Gușterița.
La Sibiu s-a implicat activ în viața literară a orașului, colaborând din 1951 cu publicația „Kultureller Wegweiser” (versiunea în limba germană a publicației Îndrumatorul cultural), și cu emisiunea „Deutsche Stunde” transmisă de postul de radio regional.
Între 1958 și 1960 a fost membră în Comitetul de femei regional, fiind responsabilă cu domeniul cultural la casele de cultură din Regiunea Sibiu.
În 1953 i-a apărut la București romanul de debut „Andreas“, datorită căruia a fost admisă ca membru al Uniunii Scriitorilor din România. Un al doilea roman, intitulat „Muscheln aus Sulina“ (Scoici din Sulina) i-a apărut într-o perioadă când lupta cu o boală grea.
Scrierile Mariei Haydl au fost publicate, în majoritate, post mortem de copiii ei: Uwe Hatzack, Idmar Hatzack, Waltrun Maier și Heidemarie Zeck care au început la 6 aprilie 2003, prin prezentarea piesei de teatru Versäck deng Gläck (piesă pentru teatru de amatori în șase tablouri). Apoi, ei au reunit în volumul Und wonn hie dennich kit …… această piesă cu piesa Und wenn er dennoch kommt (în trei acte) și cu alte scrieri ale sale. Pe coperta primei ediții a cărții a fost reprodusă o pictură a tatălui ei, reprezentând biserica fortificată din Agârbiciu.

## Scrieri în dialectul săsesc
- Versäck deng Gläck, 1968
- Und wonn hië dennich kit …… (scenete în dialect săsesc), Sibiu 2006[6]
- Meng Vueter („Tatăl meu”), piesă de teatru. Piesa a fost prezentată în 8 august 2007 la Cetatea din Cisnădioara, fiind pusă în scenă de amatori și vorbită în săsește.
- Eine Truhe voll Kupferkreuzer (povestiri despre perioada de după al Doilea Război Mondial) (ilustrată cu desene în peniță de Ricarda Terschak), Ed. Cimarron, tipografia Inteltipo, Sibiu, decembrie 2008; ISBN 978-973-87503-5-7.[7]
- Wo bleiwen de Männer (Frauenstreik), piesă de teatru reprezentată în 21 și 22 martie 2009 la Nürnberg.[8]